# 精神病理模式 (犯罪學)
偏差行為的精神病理模式（英語：psychopathological models of deviance，或譯為：心理病理模式）曾主宰過精神病患／心理疾患的犯罪預測與矯治之研究。
在犯罪原因的認識和犯罪（再犯）預測上，精神病學模式重視的變數主要是與精神問題、心理問題相關的，像是：精神分裂、焦慮、重度憂鬱、躁鬱症等等。——雖然實際上這些因子的預測力大多很弱，相關係數最高的也不到0.3，不過學界還是曾追逐這條錯誤路線好一段時間。
與精神病理模式競爭的是犯罪心理學上的通用理論（或稱：一般化理論，general theory）。「通用」一詞意味著：不論什麼類型的犯罪人（暴力／非暴力，精神疾病／精神正常，性犯罪／非性犯罪）都可適用社會心理學和普通人格心理學的研究成果來認識和矯治。這方面當前最成功的模式是起源於加拿大社會心理學界的「一般人格與社會認知學習理論」（英語：General Personality and Cognitive Social Learning Theory）。

## 精神病犯罪人矯治
在矯治上，精神病理模式對待精神病的犯罪人和一般無犯罪的精神病患相同，例如：憂鬱症的犯人可能被開給抗憂鬱藥物（像是百憂解），躁鬱症的犯人可能被開給鋰鹽（Lithium salt），精神分裂症的犯人可能被開給鎮定劑（depressant）。直到症狀被消除了（或者，至少症狀控制住了），患者才被認為是「治癒」，不再需要治療。
這種矯治計畫的成果很令人失望，研究發現大部分是無效的，表現最差的正好是那些鎖定精神疾病症狀的計畫。也因此，媒體在報導精神病患的犯罪人（尤其性犯罪人）時，經常以聳動的口吻渲染恐懼：「效果有限，永難治癒！」
然而情勢轉變中。近十餘年來，主要來自犯罪心理學的研究得出：用藥雖然迅速抑制生理反應，但效果短暫；若採在矯治一般犯罪人時已證明效果卓越的認知行為療法，並注意「風險－需求－一般反應性」原則（簡稱RNR原則，principles of risk, need and general responsivity），將能收到明顯優於精神病理模式的效果——即使是精神病尚未完全消除的病患，也能降低他的再犯率，也包括暴力行為。

## 註腳
1. 1 2  Andrews, Donald Authur; Bonta, James. .  5th ed. Amsterdam, Boston et al.: Anderson Publishing, Lexis Nexis. 2010. ISBN 978-1-4224-6329-1 （英语）.
2. ↑  . Youtube (中華民國（台灣）: 華視新聞). 2010-09-17  [2013-11-01]. （原始内容存档于2016-04-01） （中文（臺灣））.